# Diandra Tchatchouang
Njké Diandra Tchatchouang (Villepinte, 14 giugno 1991) è un'ex cestista francese.

## Carriera
È stata selezionata dalle San Antonio Silver Stars al secondo giro del Draft WNBA 2013 (20ª scelta assoluta).
Con la Francia ha disputato i Giochi olimpici di Tokyo 2020, due edizioni dei Campionati mondiali (2014, 2018) e quattro dei Campionati europei (2013, 2015, 2017, 2021).